# Leucophora nigricauda
Leucophora nigricauda este o specie de muște din genul Leucophora, familia Anthomyiidae. A fost descrisă pentru prima dată de Jacques-Marie-Frangile Bigot în anul 1885. Conform Catalogue of Life specia Leucophora nigricauda nu are subspecii cunoscute.